# Ezequiel Cañete
Martín Ezequiel Cañete (Puerto Rico, Provincia de Misiones, Argentina; 17 de junio de 1999) es un futbolista argentino. Juega como mediocampista ofensivo y su actual equipo es Unión de Santa Fe de la Liga Profesional. Es primo del también futbolista Marcelo Cañete.

## Trayectoria

### Inicios
Aunque nació en Misiones, Ezequiel Cañete hizo toda su etapa formativa en las divisiones inferiores de Boca Juniors y en 2017 fue promovido al plantel de Reserva. Si bien su posición era la de mediocampista ofensivo o enganche, en 2019 el técnico Rolando Schiavi lo ubicó como delantero y se transformó en el goleador del equipo.

### Unión de Santa Fe
En enero de 2020 firmó su primer contrato para luego ser cedido a Unión de Santa Fe, donde tuvo su debut como profesional el 24 de febrero en el empate 0-0 ante Central Córdoba de Santiago del Estero: ese día ingresó a los 14 del ST en reemplazo de Nicolás Mazzola.

### Banfield
A mediados del 2023 fue cedido a préstamo a Banfield por 18 meses.

## Clubes
- Actualizado al 18 de julio de 2025

| Club                | Div.                | Temporada           | Liga | Liga | Copa Nacional | Copa Nacional | Copa Internacional | Copa Internacional | Total | Total |
| Club                | Div.                | Temporada           | PJ   | G    | PJ            | G             | PJ                 | G                  | PJ    | G     |
| ------------------- | ------------------- | ------------------- | ---- | ---- | ------------- | ------------- | ------------------ | ------------------ | ----- | ----- |
| Unión Argentina     | 1.ª                 | 2019/20             | 3    | 0    | 2             | 0             | 0                  | 0                  | 5     | 0     |
| Unión Argentina     | 1.ª                 | 2020                | -    | -    | 7             | 1             | 3                  | 0                  | 10    | 1     |
| Unión Argentina     | 1.ª                 | 2021                | 12   | 1    | 12            | 3             | -                  | -                  | 24    | 4     |
| Unión Argentina     | 1.ª                 | 2022                | 18   | 1    | 1             | 0             | 2                  | 0                  | 21    | 1     |
| Unión Argentina     | 1.ª                 | 2023                | 17   | 0    | 1             | 0             | -                  | -                  | 18    | 0     |
| Unión Argentina     | 1.ª                 | 2025                | 2    | 0    | 0             | 0             | -                  | -                  | 2     | 0     |
| Unión Argentina     | Total               | Total               | 52   | 2    | 23            | 4             | 5                  | 0                  | 80    | 6     |
| Banfield Argentina  | 1.ª                 | 2023                | -    | -    | 13            | 0             | -                  | -                  | 13    | 0     |
| Banfield Argentina  | 1.ª                 | 2024                | 14   | 1    | 8             | 0             | -                  | -                  | 22    | 1     |
| Banfield Argentina  | Total               | Total               | 14   | 1    | 21            | 0             | -                  | -                  | 35    | 1     |
| Total en su carrera | Total en su carrera | Total en su carrera | 66   | 3    | 44            | 4             | 5                  | 0                  | 115   | 7     |

## Selección nacional
En 2018 integró la Selección Argentina Sub-19 que participó en los Juegos Odesur.